# Bad Suderode
Bad Suderode là một đô thị ở huyện Harz, trong bang Sachsen-Anhalt, Đức. Đô thị Athenstedt có diện tích 8,21 km². Dân số cuối năm 2006 là 1858 người.